# Nam Hán Cao Tổ
Lưu Nghiễm (giản thể: 刘龑; phồn thể: 劉龑; bính âm: Líu Yán; 889–10 tháng 6 năm 942), nguyên danh Lưu Nham (劉巖), cũng mang tên Lưu Trắc (劉陟) (từ ~896 đến 911) và trong một thời gian là Lưu Cung (劉龔), là hoàng đế đầu tiên của nước Nam Hán thời Ngũ Đại Thập Quốc.

## Thân thế
Lưu Nham sinh năm 889, dưới triều đại của Đường Chiêu Tông. Cha ông là Lưu Tri Khiêm (hay Lưu Khiêm) khi đó đang giữ chức Phong châu thứ sử và kết hôn với người cháu gái gọi bằng chú của Vi Trụ (韋宙)- từng là tể tướng triều Đường, Lĩnh Nam Đông đạo tiết độ sứ. Tuy nhiên, Lưu Khiêm cũng bí mật có một người thiếp ở bên ngoài là Đoàn thị, Lưu Nham là con trai của Đoàn thị. Khi Vi thị phát hiện ra sự việc, bà sát hại Đoàn thị, song không giết Lưu Nham mà đem về nhà nuôi dưỡng như con đẻ- Lưu Ẩn và Lưu Đài (劉台).
Khi Lưu Nham lớn lên, ông cao lớn, có tài cưỡi ngựa và bắn cung. Sau khi Lưu Ẩn trở thành Hữu đô áp nha trong quân đội của quân (lúc này đổi tên thành Thanh Hải) dưới quyền tiết độ sứ Lý Tri Nhu vào năm 896, Lưu Nghiễm cũng phụng sự cho Lý Tri Nhu, và đổi tên từ Lưu Nham sang Lưu Trắc.

## Phụng sự Lưu Ẩn
Năm 901, người kế vị Lý Tri Nhu là Từ Ngạn Nhược qua đời, di biểu cho Đường Chiêu Tông để tiến cử Lưu Ẩn làm lưu hậu, Lưu Ẩn sau được nhận chức vụ này. Lưu Trắc tiếp tục phục vụ dưới quyền anh trai. Năm 902, Kiền châu thứ sử Lô Quang Trù (盧光稠) tiến công Thanh Hải, chiếm Thiều châu và giao châu này lại cho con trai là Lô Diên Xương, sau đó bao vây Triều châu. Lưu Ẩn đem quân đẩy lui Lô Quang Trù khỏi Triều châu, sau đó chuẩn bị tiến công Thiều châu. Lưu Trắc cho rằng quân của Lô Diên Xương có viện binh từ Kiền châu, nên quân Thanh Hải không thể thành công nếu tiến công trực tiếp. Lưu Ẩn nghe theo, cho bao vây Thiều châu để khiến sức mạnh phòng thủ của Lô Diên Xương suy yếu. Tuy nhiên, chiến lược này lại phản tác dụng do mức nước sông dâng cao, quân Thanh Hải bị gián đoạn nguồn cung lương thảo. Sau đó, Lô Quang Trù đem binh từ Kiền châu đến cứu viện, đẩy lui Lưu Ẩn khỏi Thiều châu.
Năm 904, Đường Ai Đế bổ nhiệm Lưu Ẩn làm Thanh Hải tiết độ sứ. Lưu Trắc trở thành tiết độ phó sứ. Theo ghi chép, ngoài xung đột với Lô Quang Trù, quanh lãnh địa của Lưu Ẩn còn có các quân phiệt khác: Khúc Hạo ở Giao châu; Lưu Sĩ Chính (劉士政) ở Quế châu; Diệp Quảng Lược (葉廣略) ở Ung châu; Bàng Cự Chiêu (龐巨昭) ở Dung châu ; Lưu Xương Lỗ (劉昌魯) tại Cao châu; và Lưu Tiềm (劉潜) tại Tân châu. Thêm vào đó, ở phía đông Châu Giang, có khoảng 70 trại lớn nhỏ không công nhận quyền uy của Lưu Ẩn. Sau khi Lưu Ẩn giao phó quân sự lại cho Lưu Trắc, Lưu Trắc dần dần trục xuất hoặc buộc các quân phiệt phải quy phục, trở thành danh tướng ở Lĩnh Nam.
Một trong số các chiến dịch diễn ra vào khoảng năm 910 (khi đó Lưu Ẩn là một chư hầu của triều Hậu Lương), Lưu Trắc tiến công Lưu Xương Lỗ ở Cao châu. Lưu Xương Lỗ đẩy lui cuộc tiến công của Lưu Trắc, song lại suy tính rằng sẽ không thể chống lại huynh đệ họ Lưu trong một thời gian dài, do vậy, Lưu Xương Lỗ cùng với Bàng Cự Chiêu quyết định quy phục Sở vương Mã Ân. Mã Ân khiển quân đến hộ tống Lưu Xương Lỗ và Bàng Cự Chiêu đến Sở, khiển tướng Diêu Ngạn Chương (姚彥章) đóng quân tại Dung châu.
Năm 911, Lưu Ẩn lâm bệnh nặng, ông ta dâng biểu cho triều đình Hậu Lương để tiến cử Lưu Trắc làm lưu hậu, sau đó liền qua đời. Lưu Trắc kế thừa quyền cai quản Thanh Hải quân, và một thời gian ngắn sau, Hậu Lương Thái Tổ bổ nhiệm Lưu Trắc làm Thanh Hải tiết độ sứ. Ông lại đổi tên thành Lưu Nham.

## Làm tiết độ sứ
Theo ghi chép, trên cương vị tiết độ sứ, Lưu Nham thường xuyên mời các sĩ nhân chạy loạn từ Trung Nguyên đến mạc phủ, thường bổ nhiệm họ làm thứ sử, đến nỗi thứ sử các châu đều không phải là võ quan.
Cũng trong năm 911, Lô Diên Xương bị thuộc hạ là Lê Cầu (黎球) ám sát, Lê Cầu sau đó qua đời và người kế nhiệm là Lý Ngạn Đồ (李彥圖). Do Lê Cầu muốn giết mưu chủ của Lô Quang Trù là Đàm Toàn Bá, Đàm Toàn Bá xưng bệnh xin được cáo hưu. Lưu Nham hay tin thì liền phát binh công Thiều châu, kết quả tái chiếm được châu này; Thiều châu thứ sử Liệu Sảng (廖爽) chạy đến Sở. Trong khi đó, ông cũng phái quân tiến công Dung châu. Diêu Ngạn Chương nhận định rằng không thể trụ lại được (mặc dù quân cứu viện của Sở do Hứa Đức Huân thống lĩnh đang tiến đến), do đó Diêu Ngạn Chương quyết định đưa sĩ dân Dung châu về Sở, Lưu Ẩn đoạt được Dung châu và Cao châu. Hay tin hai chư hầu xảy ra chiến tranh, Hậu Lương Thái Tổ sai Hữu tán kị thường thị Vi Tiển (韋戩) đi hòa giải giữa Mã Ân và Lưu Nham. Đáp lại, Lưu Nham nộp cống một lượng lớn vàng, bạc, sừng tê giác, ngà voi, đủ loại đồ trang sức và gia vị khác, cho Hậu Lương Thái Tổ.
Vào cuối năm 912, Hậu Lương Thái Tổ bị con là Dĩnh vương Chu Hữu Khuê ám sát. Vào đầu năm 913, Chu Hữu Khuê ban chức kiểm hiệu thái phó cho Lưu Nham. Sau đó, hoàng vị Hậu Lương lại về tay Chu Hữu Trinh (đổi tên thành Chu Trấn) Chu Trấn bổ nhiệm Lưu Nham làm tiết độ sứ của Thanh Hải quân và Kiến Vũ quân, phong tước Nam Bình vương.
Cũng vào năm 913, Lưu Nham muốn thiết lập liên minh hôn nhân với Mã Ân, xin cưới con gái của Mã Ân, Mã Ân chấp thuận. Đến năm 915, Lưu Nham cử đoàn đến kinh đô Trường Sa của Sở để đón dâu, Mã Ân khiển con trai là Vĩnh Thuận tiết độ sứ Mã Tồn (馬存) hộ tống Mã thị đến Thanh Hải quân. Năm 916 Thanh Hải-Kiến Vũ tiết độ sứ kiêm Trung thư lệnh Lưu Nham không hài lòng trước việc chỉ được Chu Trấn phong tước Nam Bình vương, trong khi Tiền Lưu được phong làm Ngô Việt quốc vương. Do vậy, Lưu Nham dâng biểu cầu được phong tước Nam Việt vương, thăng làm đô thống. Khi Chu Trấn từ chối, Lưu Nham nói với quan lại dưới quyền: 
Nay Trung Quốc phân tranh, ai là Thiên tử?. Sao ta có thể [khiển sứ] leo trèo, đi thuyền hàng vạn lý để tôn thờ ngụy đình?.
Sau đó, Lưu Nham chấm dứt việc gửi cống phẩm và sứ giả đến triều đình Hậu Lương.
Vào mùa thu tháng 9 năm 917, Lưu Nham tức hoàng đế vị ở Phiêng Ngung, đặt quốc hiệu là "Đại Việt", đại xá, cải nguyên Càn Hanh. Ông truy phong tổ phụ Lưu An Nhân (劉安仁), cha Lưu Khiêm, và huynh Lưu Ẩn là hoàng đế. Bổ nhiệm sứ giả Hậu Lương Triệu Quang Duệ làm Binh bộ thượng thư, tiết độ phó sứ; bổ nhiệm Tiết độ phán quan Lý Ân Hành làm Lễ bộ thị lang; bổ nhiệm Tiết độ phó sứ Dương Đỗng Tiềm làm Binh bộ thị lang; cả ba đều là Đồng bình chương sự. Quốc hiệu Đại Việt này càng chứng tỏ tham vọng của họ Lưu muốn đánh Tĩnh Hải quân mà sau này họ hai lần thực hiện (vào năm 930 và năm 938).

## Thời kỳ đầu trị vì
Cũng vào năm 917, Lưu Nham gả cháu gái là Thanh Viễn công chúa Lưu Hoa (con gái của Lưu Ẩn) cho Vương Diên Quân- con trai của Mân vương Vương Thẩm Tri, thắt chặt quan hệ giữa hai nước.
Nhận thấy nguy cơ từ phía Lưu, Tĩnh Hải quân Tiết độ sứ là Khúc Hạo sai con là Khúc Thừa Mỹ làm "khuyến hiếu sứ" sang Quảng Châu gặp vua Lưu Nham, bề ngoài là để ‘‘kết mối hòa hiếu’’, song bề trong cốt là xem xét tình hình hư thực của Lưu Nham. Cuối năm 917 khi Khúc Thừa Mỹ trở về thì Khúc Hạo mất. Khúc Thừa Mỹ kế vị làm Tĩnh Hải quân Tiết độ sứ.
Tháng 11 ÂL năm 918, sau khi Lưu Nham tế Nam Giao, ông ra lệnh đại xá, cải quốc hiệu từ Việt sang Hán, quốc gia của ông do vậy được gọi là Nam Hán.
Sau khi Lưu Nham xưng đế, ông bổ nhiệm văn nhân làm quan địa phương, chứ không để võ tướng kiêm chức châu thứ sử, vì thế tình hình đất nước tương đối ổn định. Đồng thời Lưu Nham cho xây dựng thêm nhiều trường học, khôi phục chế độ thi cử, mỗi năm tuyển được mấy chục môn sinh vào triều làm quan, nhìn chung ông rất coi trọng công tác giáo dục.
Năm 919, Lưu Nham lập Việt quốc phu nhân Mã thị làm hoàng hậu. Cùng năm 919 vua Chu Trấn nhà Hậu Lương lệnh cho vua Tiền Lưu nước Ngô Việt tấn công Lưu Nham do Lưu Nham tự ý xưng đế, nhưng vua Tiền Lưu đã không có hành động quân sự nào chống lại Nam Hán.
Tĩnh Hải quân Tiết độ sứ là Khúc Thừa Mỹ chủ trương kết thân với nhà Hậu Lương ở Trung nguyên mà gây hấn với nước Nam Hán liền kề. Cũng trong năm 919, Khúc Thừa Mỹ sai sứ sang Biện Kinh xin tiết việt của nhà Hậu Lương. Chu Trấn nhà Hậu Lương bấy giờ bận đối phó với các nước lớn ở Trung nguyên nên ban tiết việt cho Khúc Thừa Mỹ và phong ông ta làm Tĩnh Hải quân Tiết độ sứ.
Được sự hậu thuẫn của Hậu Lương, Khúc Thừa Mỹ chủ quan cho rằng uy thế của nhà Hậu Lương rộng lớn ở Trung nguyên có thể kìm chế được Nam Hán nhỏ hơn ở Quảng Châu. Khúc Thừa Mỹ công khai gọi nước Nam Hán là "ngụy đình" (triều đình tiếm ngôi, không chính thống). Sử không chép rõ biểu hiện cụ thể của việc này ra sao, không rõ Khúc Thừa Mỹ tuyên bố việc này với sứ giả Nam Hán sang Tĩnh Hải quân hay theo như một tài liệu nói rằng ông ta sai sứ sang Nam Hán tỏ thái độ bất phục và gọi vua Nam Hán Cao Tổ (Lưu Nham) là "ngụy đình".
Năm 920, theo thỉnh cầu của Dương Động Tiềm, Lưu Nham cho lập học hiệu, khai cống cử, thiết thuyên tuyển. Ông cũng khiển sứ đến Tiền Thục (đời vua Vương Diễn), thiết lập quan hệ hữu hảo.
Năm 922, Lưu Nham tin theo lời của thuật giả rằng ông cần rời khỏi kinh đô để tránh tai họa, do vậy quyết định ngao du Mai Khẩu, gần biên giới với nước Mân (đời vua Vương Thẩm Tri). Tướng Mân là Vương Diên Mĩ đem binh tập kích đoàn của Lưu Nham, song trước khi quân của Vương Diên Mĩ đến nơi, Lưu Nham nhận được báo cáo của trinh sát nên bỏ trốn kịp thời.
Năm 924, Lưu Nham dẫn binh xâm lược nước Mân (đời vua Vương Thẩm Tri), đóng quân ở Đinh châu và Chương châu. Lưu Nham chiến bại trước quân Mân, buộc phải chạy trốn.
Trong khi đó, vào năm 923, Hậu Lương bị Hậu Đường chinh phục, Hậu Đường Trang Tông làm chủ Trung Nguyên. Khi nhận được tin, Lưu Nham trở nên lo sợ trước thế lực hùng mạnh này, và đến năm 925 thì khiển Cung uyển sứ Hà Từ (何詞) đến triều cống cho Hậu Đường (xưng là "Đại Hán quốc vương" đưa thư thượng "Đại Đường hoàng đế") và dò xét sức mạnh của triều đại này. Sau khi Hà Từ trở về, thông báo lại rằng Hậu Đường Trang Tông kiêu dâm vô chính, không đáng phải sợ; Lưu Nham rất phấn khởi, và từ đó không còn qua lại với triều đình Trung Nguyên.
Cũng vào năm 925, theo ghi chép thì người ta thấy có rồng trắng xuất hiện trong cung điện Nam Hán, do vậy Lưu Nham cải nguyên "Bạch Long", đổi tên thành Cung (龔). Tuy nhiên, trong năm đó có một tăng người Hồ nói với ông rằng Sấm thư "diệt Lưu thị giả vung dã" (theo sấm thư thì diệt họ Lưu là Cung), sau đó ông tham khảo trong Chu Dịch, tạo ra chữ "龑" với nghĩa "phi long tại thiên" (rồng bay lên trời), âm là "Nghiễm". (Tư trị thông giám thì chép lần đổi tên thứ hai này diễn ra vào năm 941.) Cũng vào năm 925, khi vua Đại Trường Hòa là Trịnh Nhân Mân sai em là Trịnh Chiêu Thuần (鄭昭淳) đến Nam Hán cầu hôn, Lưu Cung (lúc này Lưu Nham đã đổi tên thành Lưu Cung) gả một người cháu gái khác là Tăng Thành công chúa làm vợ của Trịnh Nhân Mân.

## Trung trị
Năm 928, thủy quân Sở (Thập quốc) (đời vua Mã Ân) tiến công Nam Hán, bao vây Phong châu. Lưu Cung tin rằng từ "Đại Hữu" trong Chu Dịch có nghĩa là đại xá, vì thế cải nguyên Đại Hữu. Ông lệnh cho Tả hữu nhai sứ Tô Chương (蘇章) đem 3.000 "nỏ thần" (cung thủ tài giỏi), 100 chiến hạm cứu Phong châu. Tô Chương giăng dây sắt chìm dưới sông, hai bên bờ căng dây, đắp đê dài để giấu quân. Đến khi giao chiến với thủy quân Sở, Tô Chương giả vờ rút lui, lừa quân Sở đuổi theo; sau đó hạm đội Sở lọt vào nơi phục kích, không thể tiến thoái, bị quân Nam Hán bắn tên, quân Sở bại trận phải rút lui.
Chính sách đối ngoại trước giờ của Tĩnh Hải quân Tiết độ sứ Khúc Thừa Mỹ đã khiến Lưu Cung tức giận. Năm 930, Lưu Cung khiển bộ tướng Lương Khắc Trinh (梁克貞) và Lý Thủ Phu (李守鄜) tiến công Giao Châu- thủ phủ của Tĩnh Hải quân; bắt được Tĩnh Hải tiết độ sứ Khúc Thừa Mỹ, Tĩnh Hải quân về tay Nam Hán, chấm dứt quyền lực của họ Khúc. Lương Khắc Trinh còn tiến công Chiêm Thành (đời vua Indravarman III), cướp vật quý của nước này rồi rút lui. Lưu Cung khiển bộ tướng Lý Tiến (李進) làm Thứ sử Giao Châu.
Sử Trung Quốc chép rằng Khúc Thừa Mỹ bị Lưu Cung tìm cách hạ nhục. Lưu Cung hỏi Khúc Thừa Mỹ rằng: 
“Thường ngày ngươi vẫn nói ta là ngụy triều, nay lại bị quân ta trói quặt tay lại như vậy, nghĩa là thế nào?”.
Sau, Khúc Thừa Mỹ buộc phải đầu hàng và lưu vong ở Nam Hán đến cuối đời.
Nam Hán không giữ Tĩnh Hải quân được lâu. Sau khi họ Khúc bị lật đổ, tướng Ái châu Dương Đình Nghệ gây dựng được một đội quân gồm 3.000 con nuôi (dưỡng-giả tử), có ý muốn đoạt lấy Tĩnh Hải quân. Mặc dù Lý Tiến biết về sự việc, song vì nhận hối lộ của Dương Đình Nghệ nên không có hành động gì. Năm 931, Dương Đình Nghệ bao vây Giao Châu. Lưu Cung khiển Thừa chỉ Trình Bảo (程寶) đem binh cứu viện, song thành bị chiếm trước khi Trình Bảo đến nơi. Lý Tiến chạy trốn về kinh đô Phiên Ngung của Nam Hán, bị Lưu Cung giết chết. Trình Bảo bao vây châu thành Giao Châu, đến khi Dương Đình Nghệ xuất chiến, Trình Bảo bại trận tử chiến. Dương Đình Nghệ tự lập làm Tĩnh Hải quân Tiết độ sứ.
Năm 932, Lưu Cung phong vương cho 19 hoàng tử.
Năm 934, Mã hoàng hậu qua đời.
Cũng vào năm 934, Lưu Cung cho phép hoàng tử lớn tuổi nhất còn sống là phán lục quân- Tần vương Lưu Hoằng Độ mộ 1.000 túc vệ binh, song những binh sĩ này đều là những vô lại thân cận với Lưu Hoằng Độ. Khi Dương Đỗng Tiềm nói sự việc với Lưu Cung để kiềm chế các hoạt động của Lưu Hoằng Độ, Lưu Cung từ chối nghe theo. Sau đó, Dương Đỗng Tiềm ra ngoài thấy cảnh vệ sĩ cướp bóc vàng bạc của thương nhân, thương nhân không dám tố cáo, Dương Đỗng Tiềm than thở: "Chính loạn như vậy, sao cần tể tướng?" rồi cáo về ở trong phủ đệ. Lưu Cung sau đó không còn triệu kiến Dương Đỗng Tiềm nữa.

## Cuối thời kỳ trị vì
Về cuối đời, Lưu Cung càng tỏ ra bạo ngược, kiêu ngạo và dâm dật, ông không bỏ qua bất kì trò hưởng lạc nào. Ông cũng rất thích thu thập vàng bạc châu báu, trong cung của ông vàng bạc châu báu nhiều vô kể, một khi những đồ vật giá trị này đã vào tay ông thì không bao giờ có hi vọng trả lại. Điện Chiêu Dương của Lưu Nghiễm được trang trí mái bằng vàng, thảm trải bằng bạc, rồi những đường nước chảy trong cung đều được rải hạt ngọc trai, khiến cung điện trở nên nguy nga tráng lệ. Điện Nam Huân ông cho trùng tu vào những năm cuối đời cũng tiêu tốn không biết bao nhiêu tiền của.
Năm 936, Lưu Cung khiển bộ tướng Tôn Đức Uy (孫德威) xâm chiếm Mông châu và Quế châu của Sở. Khi Sở vương Mã Hy Phạm đem 5.000 bộ-kị binh đến Quế châu, Tôn Đức Uy triệt thoái.
Ngoài thu thập vàng bạc châu báu, một sở thích khác người nữa của Lưu Cung đó là xem cảnh cực hình. Ông đã đưa ra các hình phạt tàn khốc, như cắt lưỡi, phanh thây, xỏ mũi,... Ngoài ra còn có hình phạt nhốt phạm nhân dưới nước, sau đó thả rắn độc xuống cắn cho chết. Khi đao phủ thi hành hình phạt, ông thích được tận mắt chứng kiến cảnh hành quyết, thậm chí ông còn kéo phạm nhân vào cung trị tội để mua vui. Bách tính vừa sợ hãi vừa căm hận ông. Đặc biệt, vào năm 937, sau khi mắc bệnh lâu ngày chữa chưa khỏi, ông càng trở nên độc ác hơn, chỉ thích giải khuây bằng trò giết người. Có lần ông cho thả phạm nhân vào nồi nước nóng, sau đó vớt ra để phơi nắng rồi phết muối và rượu lên người phạm nhân, khiến cho da dẻ nát nhừ, để họ chết từ từ mới thôi.
Năm 937, Lưu Cung nhân việc khỏi bệnh, ban bố đại xá.
Cùng năm 937, Tĩnh Hải quân Tiết độ sứ Dương Đình Nghệ bị Kiều Công Tiễn giết chết, Kiều Công Tiễn đoạt lấy quyền cai quản Tĩnh Hải quân, tự xưng là Tĩnh Hải quân Tiết độ sứ. Năm 938, một tướng cũ của Dương Đình Nghệ là Ngô Quyền nổi dậy tại Ái châu và sau đó tiến công ra Đại La của Giao Châu, Kiều Công Tiễn cầu viện Nam Hán. Lưu Cung muốn nhân cơ hội này để đoạt lấy Tĩnh Hải quân. Lưu Cung cho rằng Dương Đình Nghệ qua đời thì Tĩnh Hải quân không còn tướng giỏi, bèn bổ nhiệm hoàng tử- Vạn vương Lưu Hoằng Tháo làm Tĩnh Hải quân Tiết độ sứ, tỉ phong Bình Hải tướng quân và Giao Chỉ vương, đem thủy binh đến cứu Giao Châu, Lưu Cung tự mình đem một đội quân theo sau, dự định đến đóng ở Hải Môn. Lưu Cung hỏi Sùng văn sứ Tiêu Ích về sách lược, Tiêu Ích nói rằng: 
"Nay mưa dầm đã mấy tuần, đường biển thì xa xôi nguy hiểm, Ngô Quyền lại là người kiệt hiệt, không thể khinh suất được. Đại quân phải nên thận trọng chắc chắn, dùng nhiều người hướng đạo rồi sau mới nên tiến"
Lưu Cung đang muốn hành quân nhanh để đánh chiếm lại Tĩnh Hải quân nên không nghe theo kế của Tiêu Ích, sai Lưu Hoằng Tháo đem chiến thuyền theo sông Bạch Đằng mà vào Tĩnh Hải quân. Lưu Cung tự mình làm tướng, đóng ở Hải Môn để làm thanh viện. Hải Môn là một trấn, tên đặt từ thời nhà Đường, vùng mà thời phong kiến gọi là Hải Dương. Tuy nhiên, khi Lưu Hoằng Tháo tiến đến Giao Châu, Ngô Quyền đã đánh bại và giết chết Kiều Công Tiễn vào mùa thu năm 938, chiếm cứ thành Đại La của Giao Châu và Tĩnh Hải quân.  

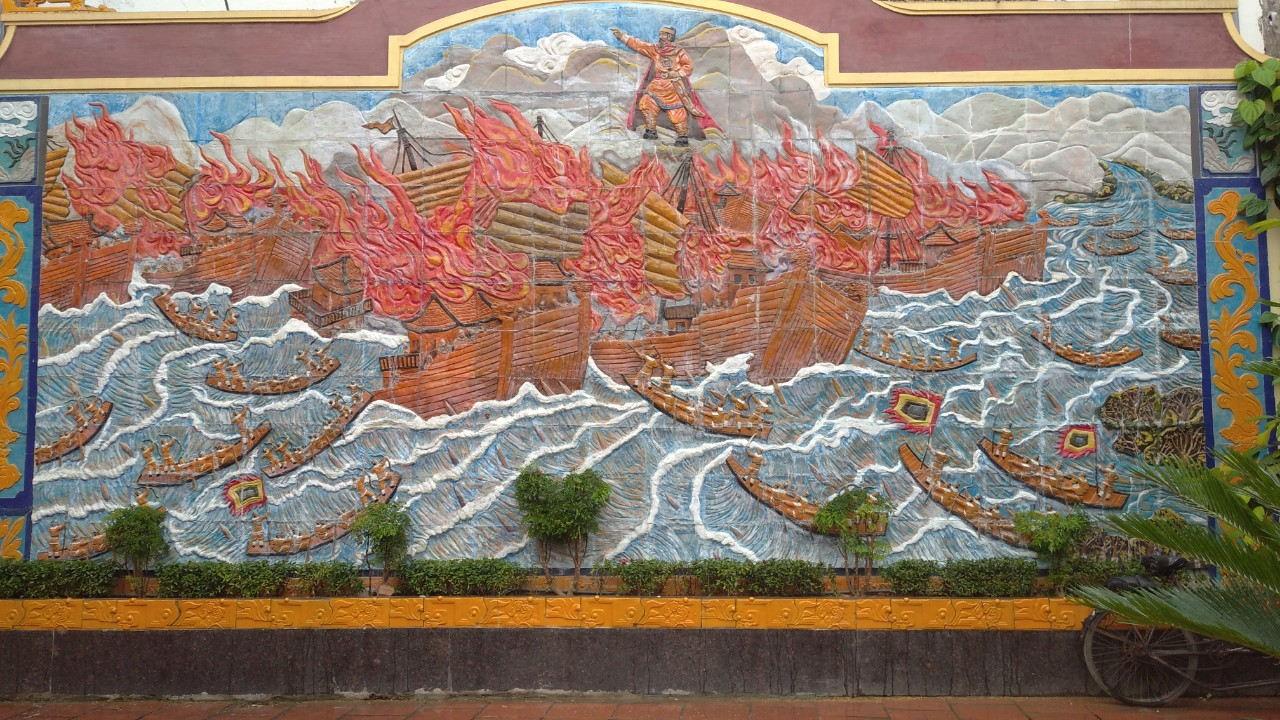
Tranh ghép đá mô phỏng trận Bạch Đằng 938

Tranh giả đồng tái hiện trận Bạch Đằng 938.

Vào một ngày cuối đông năm 938, Ngô Quyền cho quân sĩ đóng cọc có bịt sắt nhọn xuống lòng sông Bạch Đằng. Khi thủy triều lên, bãi cọc không bị lộ. Trên sông Bạch Đằng, binh thuyền do Lưu Hoằng Tháo chỉ huy vừa vượt biển tiến vào cửa ngõ Bạch Đằng. Quân Nam Hán thấy quân của Ngô Quyền chỉ có thuyền nhẹ, quân ít tưởng có thể ăn tươi, nuốt sống liền hùng hổ tiến vào. Ngô Quyền ra lệnh cho quân bỏ chạy lên thượng lưu.
Khi thủy triều xuống, chiến hạm Nam Hán đều bị cọc sắt ngăn lại và không thể tiến thoái. Đợi đến khi thủy triều xuống, Ngô Quyền mới hạ lệnh cho quân sĩ đổ ra đánh quân Nam Hán. Thuyền chiến lớn của Nam Hán bị mắc cạn và lần lượt bị cọc đâm thủng gần hết. Lúc đó Ngô Quyền mới tung quân ra tấn công dữ dội. Quân Nam Hán thua chạy, còn Lưu Hoằng Tháo bỏ mạng với hơn một nửa quân sĩ, sử gọi là trận Bạch Đằng. 
Lưu Cung đang cầm quân tiếp ứng đóng ở biên giới mà không kịp trở tay đối phó. Nghe tin Lưu Hoằng Tháo tử trận, Lưu Cung kinh hoàng, đành "thương khóc thu nhặt quân còn lại mà rút lui". Từ đó nhà Nam Hán bỏ hẳn mộng tái chiếm Tĩnh Hải quân. Lưu Cung cũng than rằng cái tên "Cung" của ông là xấu.
Ngô Quyền lên ngôi vua ở Tĩnh Hải quân vào ngày 10 tháng 1 năm Kỷ Hợi (tức ngày 1 tháng 2 năm 939). Ngô Quyền xưng là Ngô Vương, xây dựng nhà nước tự chủ cho người Việt Nam sau 1000 năm Bắc thuộc, trở thành vị vua sáng lập ra nhà Ngô, sách Đại Việt Sử ký Toàn thư gọi Ngô Quyền là Tiền Ngô Vương.
Cùng năm 939, Triệu Quang Duệ chỉ ra rằng Nam Hán và Sở chưa gửi sứ giả qua lại từ sau khi Mã hoàng hậu qua đời, và hai nước là thân lân cựu hảo, không thể để mất; tiến cử Gián nghị đại phu Lý Thư (李紓) làm sứ giả. Lưu Cung đồng ý, và sau khi Lý Thư đến Sở, vua Sở là Mã Hy Phạm cũng khiển sứ sang Nam Hán, tái lập quan hệ giữa hai nước. Mặc dù vậy, vào năm 941, Lưu Cung khiển sứ đến triều đình nhà Hậu Tấn ở Trung Nguyên, đề nghị cùng chiếm Sở rồi chia nhau lãnh thổ, song Hoàng đế Trung Nguyên là Thạch Kính Đường từ chối. Cùng năm 941 Lưu Cung chính thức đổi tên thành Lưu Nghiễm.
Năm 942, Lưu Nghiễm lâm bệnh phải nằm trên giường, ông nhận thấy Tần vương Lưu Hoằng Độ và Tấn vương Lưu Hoằng Hy đều kiêu ngạo và phóng túng, còn Việt vương Lưu Hoằng Xương (劉弘昌) là người hiếu cẩn và có trí thức. Do đó ông cùng Hữu bộc xạ kiêm Tây ngự viện sứ Vương Lân (王翷) định để Lưu Hoằng Độ đi trấn thủ Ung châu, Lưu Hoằng Hy đi trấn thủ Dung châu và lập Lưu Hoằng Xương làm người kế vị. Tuy nhiên, Tiêu Ích lại thuyết phục ông rằng nếu không lập đích làm trưởng thì tất loạn, do vậy Lưu Nghiễm ngừng tiến hành kế hoạch. Ngày Đinh Sửu tháng 4 âm lịch năm 942, Lưu Nghiễm qua đời, thọ 54 tuổi. Lưu Hoằng Độ kế vị, tức Nam Hán Thương Đế.
Lưu Nghiễm được mai táng ở Khang Lăng (nay thuộc Phiên Ngung, Quảng Châu), đường vào lăng mộ của ông được đổ bằng thép.

## Nhận xét
Tư trị thông giám, tổng kết nhận định từ các nguồn khác, nhận xét về triều đại của Lưu Nghiễm:
Cao Tổ là người tinh ý và có tài ứng biến, song tự kiêu, thường gọi Thiên tử Trung Quốc (tức Trung Nguyên) là "Lạc châu thứ sử". Lĩnh Nam là nơi có nhiều đồ quý hiếm, ông tích góp đến nỗi cùng xa cực lệ. Cung điện đều dùng vàng, ngọc, ngọc trai, ngọc bích làm đồ trang trí. Ông dùng hình thảm khốc, bao gồm quán tị (cắt mũi), cát thiệt (cắt lưỡi), chi giải (chặt tay chân), khô dịch (phanh thây phụ nữ mang thai), pháo chích (buộc vào cột sắt nung nóng), phanh chưng (nấu); hoặc cho rắn độc vào nước, rồi ném tù nhân vào đó, gọi là "thủy ngục". Khi Đồng bình chương sự Dương Đỗng Tiềm cố gắng can gián, ông không nghe theo. Trong những năm cuối, ông càng trở nên nghi kị, cho rằng các sĩ nhân phần nhiều là tập trung tâm trí vì con cháu của họ thay vì quốc gia, nên tín nhiệm hoạn giả, do vậy tại Nam Hán hoạn giả đại thịnh.

## Con cái
Sử không chép Lưu Nghiễm có bao nhiêu con và tên những người con gái. Tân Ngũ Đại sử có chép vào năm 932, Lưu Nghiễm phong vương cho 19 người con trai của mình là:
1. Ung vương Lưu Diệu Xu
2. Khang vương Lưu Quy Đồ
3. Tần vương Lưu Hoằng Độ (sau nối ngôi, bị em là Lưu Hoằng Hi giết, sử chép hiệu là Thương Đế)
4. Tấn vương Lưu Hoằng Hi (sau giết anh cướp ngôi, được tôn miếu hiệu Trung Tông)
5. Việt vương Lưu Hoằng Xương
6. Tề vương Lưu Hoằng Bật
7. Thiều vương Lưu Hoằng Nhã
8. Trấn vương Lưu Hoằng Trạch
9. Vạn vương Lưu Hoằng Tháo (sau được cải phong Giao vương, tử trận tại Giao Châu)
10. Tuần vương Lưu Hoằng Cảo
11. Tức vương Lưu Hoằng... (không rõ tên)
12. Cao vương Lưu Hoằng Mạc
13. Đồng vương Lưu Hoằng Giản
14. Ích vương Lưu Hoằng Kiến
15. Biện vương Lưu Hoằng Tể
16. Quý vương Lưu Hoằng Đạo
17. Tuyên vương Lưu Hoằng Chiêu
18. Thông vương Lưu Hoằng Chính
19. Định vương Lưu Hoằng Ích